# مارك 39 (قنبلة نووية)

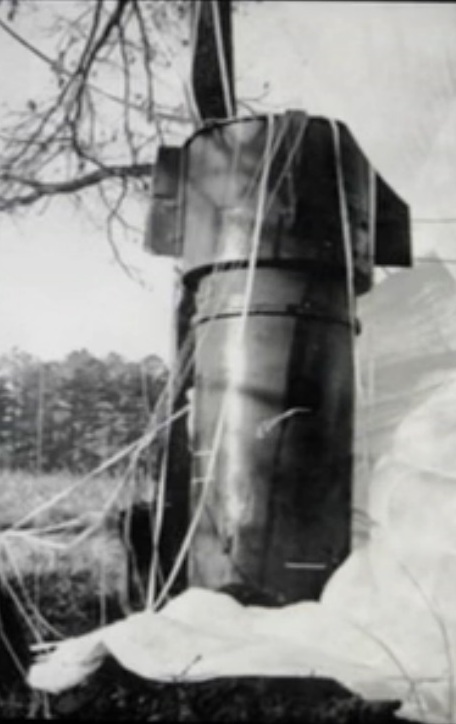
قنبلة مارك 39 بعد حادثة جولدسبورو في عام 1961

القنبلة النووية مارك 39 والرؤوس الحربية النووية 39 هي عبارة عن نسخه لسلاح نووي حراري أمريكي والتي كانت في الخدمة من 1957 إلى 1966.
كان تصميم مارك 39 قنبلة نووية حرارية والتصميم هو تصميم مارك 15 للقنبلة النووية حيث  كانت مارك 15 أول قنبلة نووية حرارية خفيفة أميركية.يبلغ طول الرأس الحربي 35 بوصة (89 سم) وقطر 106 بوصة (270 سم) وبوزن 6,230 رطل.

## حادث جولورو
تم نقل قنبلتين  من نوع مارك 39 النووية بواسطة بي52 ستراتوفورتريس التي انفصلت في الهواء وتحطمت بالقرب من جولدسبورو بولاية كارولاينا الشمالية في 24 يناير 1961. وفقا لباركر جونز المشرف على السلامة النووية في مختبرات سانديا الوطنية في تقرير عام 1969 الذي رفعت عنه السرية في عام 2013 كان لدى قنبلة مارك 39 أربع آليات للسلامة واحدة منها لم تكن فعالة في الهواء ونتيجة لذلك لاحظ جونز أن القنبلة تم منعها من التفجير بواسطة الآلية الرابعة فقط وهي مفتاح كهربائي بسيط «جاهز للاستخدام».

## الظهور
يظهر غلاف مارك 39 في معرض الحرب الباردة للمتحف الوطني للقوات الجوية الأمريكية في دايتون بولاية أوهايو. وكانت القنبلة قد استلمت من المتحف الوطني للطاقة الذرية في قاعدة كيرتلاند الجوية في العام 1993.